# 梁家庄狐侯祠
梁家庄狐侯祠，位于山西省吕梁市交城县天宁镇梁家庄村，已列为山西省文物保护单位。

## 保护
2021年8月4日，梁家庄狐侯祠由山西省人民政府公布为第六批山西省文物保护单位，编号6-124。